# Lomy (Člunek)

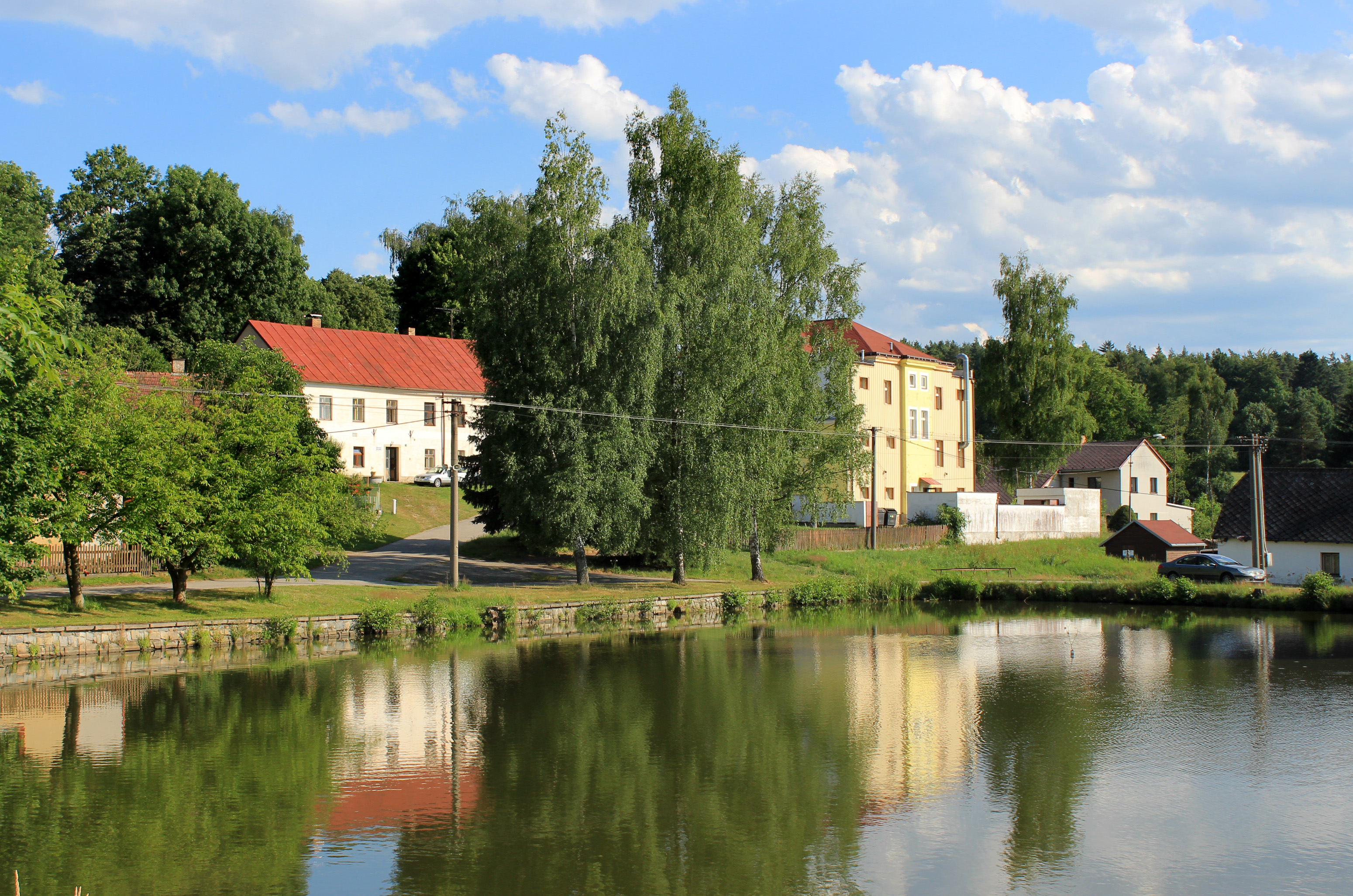
Blick auf Lomy, ein Ortsteil der tschechischen Gemeinde Člunek (2015)

Lomy (deutsch Tieberschlag) ist ein Ortsteil der Gemeinde Člunek (Hosterschlag) in Tschechien. Er liegt zweieinhalb Kilometer westlich von Kunžak (Königseck) und gehört zum Okres Jindřichův Hradec (Bezirk Neuhaus). Der Ort ist als ein Längsangerdorf angelegt.

## Geschichte
Die erste urkundliche Erwähnung der Ortschaft ist in einer Schenkung an die Pfarrkirche Zlabings im Jahre 1381. Die Anlage von Tieberschlag und die bis 1945 gesprochene Ui-Mundart (nordbairisch) mit ihren speziellen bairischen Kennwörtern, weist auf eine Besiedlung durch bairische deutsche Stämme aus dem oberpfälzischen Raum hin, wie sie nach 1050, aber vor allem im 12/13. Jahrhundert erfolgte. Anfangs war die Schreibweise der Ortschaft „Styberschlag“ und ab dem Jahre 1500 „Tieberschlag“.
Während der Reformation ging die Pfarre Zlabings, zu der auch Tieberschlag gehörte, ein. Nur Tieberschlag und die Ödung Pfaffenschlag blieben katholisch. Mit dem Jahr 1693 gehörte Tieberschlag mit dessen Nachbarortschaften Hosterschlag und Köpferschlag zur Herrschaft Königseck. Matriken bestehen seit 1787 bei Hosterschlag.
Im Jahre 1898 erhält der Ort zusammen mit Königseck einen Bahnhof an der Lokalbahn Neubistritz-Neuhaus. Im Jahre 1908 brannten bei einem Großbrand 6 Höfe nieder. Aufgrund der Schäden wird an die Regierung ein Gesuch für finanzielle Unterstützung gestellt. Teile der Einwohner von Tieberschlag lebten von der Forst-, Vieh- und Landwirtschaft, wobei der in Südmähren seit Jahrhunderten gepflegte Weinbau aufgrund des ungünstigen Klimas keine Rolle spielte. Die Jagd auf Rehe, Hasen, Birk- und Auerwild war auf dem Gemeindegebiet sehr einträglich. Ein großer Teil der Einwohner arbeiteten in der Hausindustrie für Strumpfstrickereien und Weberei, so arbeiteten vor 1914 ca. 300 Einwohner für einen Fabrikanten um Roßhaargewebe herzustellen. Weiters gab es neben dem üblichen Kleingewerbe auch eine Mühle. Die produzierte Milch lieferten die Bauern nach Blauenschlag.
Nach dem Ersten Weltkrieg kam der zuvor zu Österreich-Ungarn gehörende Ort, der 1910 zu 99,9 % von Deutschmährern bewohnt wurde, durch den Vertrag von Saint-Germain zur Tschechoslowakei. In dieser Zeit wurde der Ort elektrifiziert. Maßnahmen folgen wie die Bodenreform und die Sprachenverordnung. Dadurch kam es durch Siedler und neu besetzte Beamtenposten zu einem vermehrten Zuzug von Personen tschechischer Nationalität. Diese Maßnahmen verschärften die Spannungen zwischen der deutschen und tschechischen Bevölkerung. Durch das Münchner Abkommen wurde Tieberschlag mit 1. Oktober 1938 ein Teil des deutschen Reichsgaus Niederdonau.
Nach dem Ende des Zweiten Weltkrieges wurden die im Münchener Abkommen an Deutschland übertragenen Territorien wieder der Tschechoslowakei zugeordnet. Alle deutschen Bürger des Ortes wurden zwischen 30. Mai 1945 und 25. August 1945 durch irreguläre tschechische Einheiten nach Österreich vertrieben.
Der weitgehend verödete Ort wurde im Jahre 1964 in den Nachbarort Člunek (Hosterschlag) eingemeindet. Im Jahre 2001 bestand das Dorf aus 51 Wohnhäusern, in denen 155 Menschen lebten.

## Siegel
Ein Gemeindesiegel ist nicht bekannt. Die Ortschaft dürfte alle gerichtlichen Anliegen über Königseck abgewickelt haben. Erst nach 1848 führte Tieberschlag einen bildlosen Gemeindestempel.

## Bevölkerungsentwicklung
| Volkszählung | Einwohner gesamt | Volkszugehörigkeit der Einwohner | Volkszugehörigkeit der Einwohner | Volkszugehörigkeit der Einwohner |
| Jahr         | Einwohner gesamt | Deutsche                         | Tschechen                        | Andere                           |
| ------------ | ---------------- | -------------------------------- | -------------------------------- | -------------------------------- |
| 1880         | 508              | 487                              | 21                               | 0                                |
| 1890         | 475              | 475                              | 0                                | 0                                |
| 1900         | 497              | 497                              | 0                                | 0                                |
| 1910         | 472              | 471                              | 0                                | 1                                |
| 1921         | 412              | 389                              | 16                               | 7                                |
| 1930         | 406              | 381                              | 24                               | 1                                |
| 1991         | 147              |                                  |                                  |                                  |
| 2001         | 155              |                                  |                                  |                                  |

## Sehenswürdigkeiten
- Kapelle St. Florian, vor 1800 aus Holz, Neubau 1830/32, 2 Glocken (hl. Barbara, hl. Florian)
- Kriegerdenkmal
- Bahnhof Königseck/Tieberschlag an der Lokalbahn Neubistritz–Neuhaus (1898)